# Pamela López Cervantes
Pamela López Cervantes (* 29. Juli 1994) ist eine ehemalige mexikanische Tennisspielerin.

## Karriere
López Cervantes spielt hauptsächlich auf dem mexikanischen Circuito Nacional de Tenis Universitario sowie dem ITF Women’s Circuit. Auf der nationalen Universitätsrangliste wurde sie 2015 auf Ranglistenposition eins geführt.
Ihr erstes Turnier auf der WTA Tour bestritt sie im Februar 2016. Für die Abierto Mexicano Telcel 2016 erhielt sie eine Wildcard für die Qualifikation. Sie unterlag dort in der ersten Runde der US-Amerikanerin Louisa Chirico mit 0:6 und 0:6.
Ihr bislang letztes internationale Turnier spielte López Cervantes im Februar 2016. Sie wurde bisher nie in der Weltrangliste geführt.